# Posttraumatisk epilepsi
Posttraumatisk epilepsi (PTE) er en form for epilepsi der opstår efter en hjerneskade skabt af et fysisk traume til hjernen (traumatisk hjerneskade, forkortet TBI). En person med PTE har gentagne posttraumatiske anfald (PTS, anfald der opstår efter en TBI) mere end en uge efter den oprindelige skade. PTE vurderes til at være 5 % af alle epilepsitilfælde og over 20 % af alle tilfælde af symptomatisk epilepsi (i hvilken anfald skyldes en identificerbar organisk hjernelidelse).
Det vides ikke hvordan man skal forudsige hvem der vil udvikle epilepsi efter en TBI og hvem der ikke vil. Men sandsynligheden for at en person vil udvikle PTE er påvirket af graden og typen af skaden; eksempelvis penetrerende skader og de skader der involverer blødning inden i hjernen giver en højere risiko. Påbegyndelsen af PTE kan ske kort tid efter det fysiske traume der har skabt det, men også måneder eller år efter. Folk med hovedtraumer kan vedblive at have en højere risiko for anfald end den generelle population selv årtier efter skaden. PTE kan skyldes flere biokemiske processer der sker i hjernen efter et traume, herunder overstimulering af hjerneceller og skader på hjernevævet af frie radikaler.
Diagnostiske målinger inkludere elektroencefalografi (EEG) og hjernebilleddannelsesteknikker såsom magnetisk resonans skanning, men disse er ikke 100 % pålidelige. Antiepileptisk medicin forhindre ikke udviklingen af PTE efter en hovedskade, men kan blive brugt til at behandle lidelsen hvis den opstår. Når medicin ikke hjælper med at kontrollere anfaldene, kan operation blive nødvendigt. Moderne operationsteknikker i forhold til PTE har deres rødder i 1800-tallet, men trepanation (skære et hul i kraniet) kan have været brugt mod lidelsen i ældre kulturer.